# Бенце Дардаї
Бенце Дардаї (нім. Bence Dárdai, нар. 24 січня 2006, Берлін, Німеччина) — німецький футболіст угорського походження, півзахисник клубу «Вольфсбург».

## Біографія
Бенце Дардії народився в Берліні у футбольній родині. Його батько — Паль Дардаї в минулому футболіст, відомий своїми виступами за берлінську «Герту» та національну збірну Угорщини, а зараз один з тренерів «Герти». Два старших брати — Мартон та Палко також професійні футболісти, які грають за «Герту» та збірну Угорщини.

## Ігрова кар'єра
Бенце Дардаї є вихованцем «Герти», в складі якої і дебютував на дорослому рівні 29 липня 2003 року, коли його батько був головним тренером команди. В тому ж році футболіст підписав з клубом професійний контракт до літа 2024 року.
В червні 2024 року, коли закінчився його контракт з берлінським клубом, Бенце перейшов до складу «Вольфсбурга», з яким підписав довготривалий контракт. 31 серпня 2024 року у матчі проти «Гольштайна» Дардаї дебютував у матчах Бундесліги.

### Збірна
Бенце Дардаї може грати за збірні Угорщини і Німеччини.
У 2023 році в складі юнацької збірної Німеччини (U-17) Бенце став переможцем юнацького чемпіонату Європи, що проходив в Угорщині. У фіналі проти команди Франції Бенце забив один з пенальті в післяматчевій серії.

## Титули
Німеччина (U-17)
 Чемпіон Європи: 2023